# Abfall-Zwischenlager Würgassen
Das Abfall-Zwischenlager Würgassen (AZW; ehemals Transportbereitstellungshalle Würgassen (TBH-KWW)) ist ein Lager für schwach- und mittelradioaktive Abfälle am Standort des Kernkraftwerks Würgassen.

## Geschichte
Die Transportbereitstellungshalle wurde im Jahr 1981 (andere Quelle: 1982) vom Betreiber des Kernkraftwerkes, der PreussenElektra, in Betrieb genommen und wird entsprechend der Umgangsgenehmigung nach § 7 StrlSchV vom 28. Dezember 2005 seit 2007 (andere Quelle: 2006) als Zwischenlager betrieben. Seit dem 1. Januar 2020 ist die BGZ Gesellschaft für Zwischenlagerung die Betreibergesellschaft des AZW.
Die Genehmigung ist bis 2045 befristet. Das Lager ist bereits heute voll und hat keine Aufnahmekapazität mehr. Auf dem Gelände des Kernkraftwerkes existiert noch ein weiteres Zwischenlager, welches im ehemaligen UNS (Unabhängiges-Notkühl-System)-Gebäude des Kraftwerks untergebracht ist. Es wird von der PreussenElektra mit einer Genehmigung bis Ende 2033 betrieben.

## Daten
Das Lager ist etwa 40 m lang, 21 m breit und 10 m hoch und für ein Aktivitätsinventar von bis zu 4 × 1013 Bq genehmigt. Dort werden radioaktive Abfälle aus dem Betrieb und Rückbau des Kernkraftwerkes Würgassen gelagert (3992,8 Mg in 311 Gebinden).

## Meldepflichtige Ereignisse
Bisher kam es zu keinen meldepflichtigen Ereignissen nach der Atomrechtlichen Sicherheitsbeauftragten- und Meldeverordnung.